# 朱辰杰
朱辰杰 （2000年8月23日—）是中国足球运动员，目前在中国超级联赛中为上海申花队效力。

## 俱乐部生涯
朱辰杰于2018年3月转会上海申花青年隊後开始了他的足球生涯，当时俱乐部购买了根宝足球基地的19岁以下球员。  他在2018赛季晋升为一线队。  朱于2018年7月22日在与河南建业的客场2-2平局中首發登場，  从而以17岁333天打破了此前由王大雷保持的申花队史最年轻首发的纪录。  2018年9月30日，他在申花以3比1击败广州富力队的比赛中打进了自己的第一个中超联赛进球，從而以18岁38天的年齡成為申花俱乐部历史上最年轻的射手，并且是中超聯賽中第一位於2000年之后出生的進球球员。 

## 国际比賽
2019年6月7日，朱辰杰在2019年友谊赛中以2-0击败菲律宾的比赛中首次亮相，他在第33分钟替補吉翔出場。 
在2022年3月24日同沙特的比赛中射入点球、扳平比分，赛后双手指天，以纪念MU5735遇难的同胞。
2022年7月24日，朱辰杰经过调整，在2022年东亚足球锦标赛中与日本比赛0-0持平。

## 争议
2022年7月20日，朱辰杰在2022年东亚足球锦标赛中与韩国比赛中出现重大失误，将球顶进了自家球门，引发批评。范志毅认为，朱辰杰是难得的天才，在关键球的处理上会更好。中国队主教练扬科维奇认为，这个球只是不太走运。澎湃新闻认为，吐槽和谩骂除了发泄并没有任何实际意义。

## 荣誉

### 俱乐部
上海申花
- 中国足总杯 ： 2019

### 个人
- 中国足球协会年度最佳球员： 2019
- 中国足球超级联赛年度最佳阵容： 2019